# Луфтханза Риџенал
Луфтханса Риџенал је регионална авио-компанија највеће немачке авио-компаније Луфтханзе. Са Луфтхансом Риџенал путује 10,5 милиона путника годишње, и лете до 80 дестинација и више од 150 линија. Флота авио-компаније се састоји од 148 авиона који лете 5.700 летова са 379.660 седишта сваке недеље.

## Партнери
По именом Луфтханса Риџенал лете две партнерске авио-компаније. Оне су:
- Ер Доломити
- Луфтханза ситилајн

Бивше партнерске авио-компаније су:
- Аугсберг ервејз
- Еуровингс
- Контакт ер

## Флота
Стање списка од јуна 2007.
- Аугсбург ервејз:
  - 05 Бомбардије Деш 8 Q300
  - 05 Бомбардије Деш 8 Q400

- Ер Доломити:
  - 06 АТР-42
  - 08 АТР-72
  - 05 Ембраер 195

- Еуровингс:
  - 04 БАе 146-200
  - 10 БАе 146-300
  - 17 Бомбардије КРЏ-200ЛР

- Контакт ер:
  - 06 АТР 42-500
  - 06 АТР 72-500

- Луфтханза СитиЛајн
  - 18 Авро РЏ85
  - 27 Бомбардије КРЏ-200ЛР
  - 20 Бомбардије КРЏ-700ЕР
  - 12 Бомбардије КРЏ-900ЛР (15 наручени)
  - 00 Ембраер 190 (30 наручени)